# یسنیک ناد اودروو
یسنیک ناد اودروو (به چکی: Jeseník nad Odrou) یک منطقهٔ مسکونی در جمهوری چک است که در ناحیه نووی ییتشین واقع شده‌است. یسنیک ناد اودروو ۲۸٫۹۳ کیلومتر مربع مساحت و ۱٬۸۸۲ نفر جمعیت دارد و ۲۶۴ متر بالاتر از سطح دریا واقع شده‌است.